# Johan Grøttumsbråten
Johan Grøttumsbråten, född 24 februari 1899 i Sørkedalen, Kristiania, död 24 januari 1983 i Vestre Aker, Oslo, var en norsk längdåkare och utövare av nordisk kombination som tävlade under 1920- och 1930-talen.
Grøttumsbråten vann totalt tre olympiska guld. Två av dem i nordisk kombination (OS 1928 och OS 1932). Dessutom vann han även 1928 olympiskt guld på 18 kilometer i längdåkning. Dessutom fick Grøttumsbråten ytterligare tre olympiska medaljer.
I VM-sammanhang blev det totalt tre guld för Grøttumsbråten, två i nordisk kombination (VM 1926 och VM 1931) och ett i längdåkning (VM 1931).
Förutom mästerskapsmeriterna lyckades Grøttumsbråten vinna nordisk kombination i Holmenkollen vid fem tillfällen. 1924 fick han motta Holmenkollenmedaljen.